# Крюгер, Йоаннетта
Йоаннетта Крюгер (нем. Joannette Kruger; родилась 3 сентября 1973 года в Йоханнесбурге, ЮАР) — южноафриканская теннисистка.
- Победительница 3 турниров WTA (2 — в одиночном разряде).

## Общая информация
Йоаннетта — одна из трёх дочерей Геррита и Петро Крюгеров. Её старшую сестру зовут Ронель (ныне пастор в одном из приходов в ЮАР), а младшую — Этресия (в детстве также играла в теннис, но ныне работает менеджером по маркетингку в Хилтон-Хед-Айленде, США).
В ноябре 2001 года южноафриканка вышла замуж за Абри Крюгера.
Йоаннетта пришла в теннис в 6 лет при поддержке матери, которая затем долгое время помогала дочери в тренировочном процессе.

## Спортивная карьера

### Личные турниры
Крюгер дебютировала на соревнованиях профессионального тура в 1989 году, сыграв серию соревнований ITF в ЮАР и Израиле. Уже здесь она впервые добралась до финала одиночного турнира, который, правда, уступила; после чего впервые получила место в одиночном рейтинге. На следующий год первый титул всё же был завоёван: участвуя в соревнованиях в Великобритании, Йоаннетта победила на одном из грунтовых 10-тысячников.
Некоторое время южноафриканка без особого успеха участвовала в мелких турнирах ITF, стабильно держась в рейтинге в четвёртой сотне, но поздней осенью 1991 года она постепенно вновь стала прогрессировать: несколько полуфиналов и четвертьфиналов 25-тысячников подняли её к маю следующего года в Top200, что позволило южноафриканце на Roalnd Garros дебютировать в квалификации соревнований серии Большого шлема: с первой же попытки удалось дойти до финала отбора. Несколько титулов на европейских грунтовых 25-тысячниках в летний период позволяют Йоаннетте дополнительно закрепиться на этих позициях, а серия локальных успехов на грунтовых соревнованиях до конца года позволяют к Australian Open-1993 набрать достаточный рейтинг, чтобы сразу попасть в основу одиночного турнира и войти в Top100.
На закрепление на новом уровне уходит чуть более года: лишь к весенней грунтовой серии южноафриканка набрала достаточную уверенность в своих силах, чтобы на равных играть и побеждать многих игроков из первой сотни рейтинга. Во время североамериканской серии соревнований на зелёном грунте Крюгер дважды проходит из квалификации во второй раунд основы, обыграв сначала Энн Вундерлих, а затем Бренду Шульц; здесь же проведён упорный трёхсетовый матч с Кончитой Мартинес. Набранная уверенность позволила улучшать свои результаты и дальше: уже в Европе Йоаннетта доходит до третьего круга сначала в Риме, а затем на Roland Garros (во Франции её путь пересёкся со Штеффи Граф и Крюгер смогла взять у тогдашней первой ракетки мира сет, что на столь ранних стадиях в матчах против немки никому не удавалось с 1985 года).
В следующие полтора года южноафриканка закрепляется в первой сотне рейтинга и даже, в какой-то момент входит в Top30. В феврале 1995 года выигран первый одиночный титул WTA — на соревнованиях в Пуэрто-Рико на пути к одиночному кубку переиграны три сеяные соперницы. В 1996 году из-за серии травм Крюгер выпадает из привычных игровых кондиций, часто проигрывает и сыграв после весеннего турнира в Мадриде лишь три соревнования выпадает из первой сотни рейтинга. За несколько месяцев паузы все травмы удалось вылечить и к весенней грунтовой серии 1997 года южноафриканка вернулась к прежним игровым возможностям: на трёх подряд европейских турнирах в Будапеште, Боле и Риме она доходит до четвертьфинальной стадии, записав на свой счёт победы над Брендой Шульц-Маккарти и Кариной Габшудовой. что позволяет ей и вернуться в Top100 и почувствовать прежнюю уверенность в своих силах. До конца года она возвращается в Top30. а также выигрывает свой второй одиночный титул WTA — на грунте Праги. На US Open того года южноафриканкап впервые в своей карьере пробивается в четвёртый круг одиночных соревнований Большого шлема.
В 1998 году дачная серия продолжилась: добыв финал соревнований в Оклахоме, четвертьфинал в Индиан-Уэллсе (здесь единственный раз в карьере обыграна соотечественница Аманда Кётцер) и полуфинал в Боле; Йоаннетта поднимается на высшую в своей карьере 21-ю строчку одиночного рейтинга. Конец того сезона вновь был ознаменован серией небольших травм: одна из них просто испортила часть сезона, а из-за другой Крюгер была вынуждена на полгода отказаться от игр и вернулась в строй лишь середине мая 1999 года. Возвращение былых кондиций отняло слишком много времени и к началу ноября южноафриканка провалилась в третью сотню рейтинга. Упав вниз она тем не менее нашла в себе силу подняться: полуфинал и четвертьфинал на восточноазиатской связке турниров WTA в Куала-Лумпуре и Паттайе позволяют вернуться в Top150, но от участия в Australian Open всё равно принято решение отказаться.
Уже на стартовом соревновании следующего года в бразильском Сан-Паулу Йоаннетта доходит до полуфинала, а в дальнейшем, за счёт успехов на 75-тысячниках в Уэст-Палм-Бич и Сарасоте, она возвращает себе место в Top100. Набранная уверенность позволяет сверкнуть на турнире в Берлине: Крюгер доходит до полуфинала местного соревнования первого круга, попутно выбив из сетки третью ракетку мира Натали Тозью. Немецкий успех не имел дальнейшего продолжения, но постепенно южноафриканка вернула былую стабильность результатов и до конца года ещё несколько раз побывала в четвертьфиналах соревнований WTA. Через год результаты удалось удержать на прежнем уровне, но большая часть очков зарабатывалась на второстепенных соревнованиях в начале или в конце сезона; на главных турнирах вновь удалось блеснуть во время весенней грунтовой серии: на этот раз в Риме был добыт четвертьфинал и по пути вновь удалось обыграть ту же Тозью. На этот же период приходятся два из трёх парных финалов Крюгер на турнирах WTA: в Сопоте, вместе с Франческой Скьявоне, она выиграла титул; а неделю спустя — в Базеле — Йоаннетта и Марта Марреро уступили в финале Марии Хосе Мартинес Санчес и Анабель Медине Гарригес (Анабель, в паре с Кристиной Торренс Валеро, до этого была повержена на польском турнире).
В начале 2002 года Крюгер вновь получила травму, которая выбила её из строя более чем на год. Вернувшись в тур в конце февраля 2003 года она сыграла пять турниров, но не одержав на них ни одной победы предпочла завершить игровую карьеру.

### Сборная и национальные турниры
Йоаннетта дебютировала в национальной команде в Кубке Федерации в год её возрождения — в 1992 году. Некоторое время Крюгер находилась в сборной на вторых ролях, лишь время от времени заменяя в команде её тогдашних лидеров — Аманду Кётцер, Элну Рейнах и Мариан де Свардт. В общей сложности тренерский штаб сборной ЮАР задействовал Йоаннетту в шести сезонах Кубка Федерации, дав ей сыграть пятнадцать одиночных и пять парных встреч, в которых Крюгер было одержано шесть и три победы соответственно. В 1994 году сборная, при поддержке Крюгер, в последний раз на долгий период дошла до четвертьфинала Мировой группы (во втором круге Йоаннетта принесла южноафриканкам одно из двух победных очков в матче со сборной Нидерландов).
В 1996 году Крюгер представляла ЮАР на Олимпийских играх в Атланте, однако уступила уже в первом круге одиночного турнира.

## Рейтинг на конец года
| Год  | Одиночный рейтинг | Парный рейтинг |
| 2003 | 844               | 761            |
| 2002 | 449               | 955            |
| 2001 | 46                | 99             |
| 2000 | 59                | 201            |
| 1999 | 130               | 188            |
| 1998 | 30                | 245            |
| 1997 | 27                | 317            |
| 1996 | 126               | 295            |
| 1995 | 30                | 179            |
| 1994 | 79                | 144            |
| 1993 | 128               | 721            |
| 1992 | 97                | 195            |
| 1991 | 274               | 268            |
| 1990 | 370               | 443            |
| 1989 | 453               | 482            |

## Выступления на турнирах

### Выступление в одиночных турнирах

#### Финалы турнировWTAв одиночном разряде (4)

##### Победы (2)
| Легенда:                    |
| --------------------------- |
| Турниры Большого Шлема (0)  |
| Олимпиада (0)               |
| Итоговый чемпионат года (0) |
| 1-я категория (0)           |
| 2-я категория (0)           |
| 3-я категория (1+1)         |
| 4-я категория (1)           |
| 5-я категория (0)           |

| Титулы по покрытиям | Титулы по месту проведения матчей турнира |
| ------------------- | ----------------------------------------- |
| Хард (1)            | Зал (0)                                   |
| Грунт (1+1)         | Зал (0)                                   |
| Трава (0)           | Открытый воздух (2+1)                     |
| Ковёр (0)           | Открытый воздух (2+1)                     |

| №  | Дата            | Турнир                | Покрытие | Соперница в финале | Счёт       |
| 1. | 27 февраля 1995 | Сан-Хуан, Пуэрто-Рико | Хард     | Кёко Нагацука      | 7-6(5) 6-3 |
| 2. | 14 июля 1997    | Прага, Чехия          | Грунт    | Марион Маруска     | 6-1 6-1    |

##### Поражения (2)
| №  | Дата             | Турнир             | Покрытие | Соперница в финале | Счёт          |
| 1. | 23 февраля 1998  | Оклахома-Сити, США | Хард(i)  | Винус Уильямс      | 3-6 2-6       |
| 2. | 24 сентября 2001 | Бали, Индонезия    | Хард     | Анджелик Виджайя   | 6-7(2) 6-7(4) |

#### Финалы турнировITFв одиночном разряде (5)

##### Победы (4)
| Легенда:        |
| --------------- |
| 100.000 USD (0) |
| 75.000 USD (0)  |
| 50.000 USD (0)  |
| 25.000 USD (2)  |
| 10.000 USD (2)  |

| Титулы по покрытиям | Титулы по месту проведения матчей турнира |
| ------------------- | ----------------------------------------- |
| Хард (1)            | Зал (0)                                   |
| Грунт (3)           | Зал (0)                                   |
| Трава (0)           | Открытый воздух (4)                       |
| Ковёр (0)           | Открытый воздух (4)                       |

| №  | Дата         | Турнир                      | Покрытие | Соперница в финале | Счёт       |
| 1. | 14 мая 1990  | Борнмут, Великобритания     | Грунт    | Анна Бендзон       | 7-6(3) 6-1 |
| 2. | 11 мая 1992  | Борнмут, Великобритания     | Хард     | Ами ван Бурен      | 6-2 6-2    |
| 3. | 8 июня 1992  | Модена, Италия              | Грунт    | Александра Фусаи   | 6-4 6-3    |
| 4. | 29 июня 1992 | Файхинген-на-Энце, Германия | Грунт    | Любомира Бачева    | 6-1 6-0    |

##### Поражения (1)
| №  | Дата          | Турнир         | Покрытие | Соперница в финале | Счёт    |
| 1. | 6 ноября 1989 | Хайфа, Израиль | Хард     | Яэль Сегаль        | 0-6 4-6 |

### Выступления в парном разряде

#### Финалы турнировWTAв парном разряде (3)

##### Победы (1)
| №  | Дата         | Турнир        | Покрытие | Партнёрша          | Соперницы в финале                    | Счёт    |
| 1. | 23 июля 2001 | Сопот, Польша | Грунт    | Франческа Скьявоне | Юлия Бейгельзимер Анастасия Родионова | 6-4 6-0 |

##### Поражения (2)
| №  | Дата         | Турнир            | Покрытие | Партнёрша     | Соперницы в финале                                 | Счёт       |
| 1. | 3 мая 1998   | Бол, Хорватия     | Грунт    | Мирьяна Лучич | Лаура Монтальво Паола Суарес                       | Без игры   |
| 2. | 30 июля 2001 | Базель, Швейцария | Грунт    | Марта Марреро | Мария Хосе Мартинес Санчес Анабель Медина Гарригес | 6-7(5) 2-6 |

#### Финалы турнировITFв парном разряде (1)

##### Поражения (1)
| №  | Дата         | Турнир                      | Покрытие | Партнёрша    | Соперницы в финале              | Счёт    |
| 1. | 29 июня 1992 | Файхинген-на-Энце, Германия | Грунт    | Елена Вагнер | Ева Мартинцова Павлина Райзлова | 4-6 0-6 |